# Gustafva Röhl
Gustafva Röhl, född 1798 i Stockholm, död 1848 i Kalmar, var en svensk lärare och författare. Hon drev 1838–1845 en flickskola i Falun som betraktades som mycket framstående under sin samtid. 
Gustafva Röhl var den äldsta av fem döttrar till handelsagenten och konsuln Jacob Röhl och Maria Christina Kierrman. Hon var syster till Maria Röhl. Liksom sin syster torde hon ha fått en god bildning, men tvingades försörja sig själv när hon 1822 blev föräldralös. 
Med ärkebiskop Johan Olof Wallins hjälp öppnade hon 1838 en flickskola i Falun. Hon undervisade själv, biträdd av en manlig lärare i matematik och svensk grammatik. Hon beskrivs som en ovanlig personlighet: "enligt samtida omdömen både ifråga om kunskap och livsuppfattning ett 20-tal år före sin tid", och som skicklig i både språk och samtliga grundämnen utom matematik och grammatik.
Hennes skola hade högt anseende på sin tid, men på egen önskan tog hon inte emot fler än 12 elever åt gången. Därför förekom också andra skolor i Falun samtidigt, såsom Charlotte Verdieus skola.
Gustafva Röhls skola anses tillhöra de mer betydande av de flickskolor som fanns före flickskolornas stora expansionsperiod från 1861 och framåt. En av hennes elever, Adelaide Lindfors, öppnade tillsammans med sin mor Maria Lindfors år 1852 den Lindforska skolan. Röhl avvecklade sin skola 1845 och lämnade Falun. Hon var sedan verksam som lärare i Kalmar, där hon avled.
Gustafva Röhl var också verksam som författare och utgav under 1840-talet flera verk om uppfostran och pedagogik.
Verk
- En liten bok för att bilda små barn i de första begreppen om hvad är rätt och orätt. Falun 1842. 12:o. 12 s. — Uppl. 3: 1847.
- En liten inledning till catechesen. Falun 1842. 10:o. 20 s. Uppl. 2–4: 1844–48.
- Första steget till Gamla Testamentets historia. Till läsning för små barn. Falun 1842. 12:o. 28 s.
- Första steget till Nya Testamentets historia... Falun 1842. 12:o. 50 s.